# Réserve naturelle régionale de la vallée du Pressoir
La réserve naturelle régionale de la Vallée du Pressoir (RNR340) est une réserve naturelle régionale située en Nouvelle-Aquitaine. Classée en 2025, elle occupe une surface de 56 hectares.

## Localisation
Le territoire de la réserve naturelle est dans le département des Deux-Sèvres, sur les communes de  Thouars et Saint-Jacques-de-Thouars.

## Histoire du site et de la réserve
La cascade de Pommiers est un site inscrit depuis 1932, le périmètre inscrit comprend les rochers et bosquets 150 m en amont et 300 m en aval, le long du ruisseau.

## Écologie (biodiversité, intérêt écopaysager…)
Le site comprend des pelouses pionnières sur dalles calcaires, semi-arides et acidiphiles, un milieu naturel rare. Au total 44 habitats sont présents dans la réserve, dont 7 sont d'intérêt européen.

### Flore
Parmi les nombreuses espèces végétales inventoriées, on compte l’Ophioglosse des Açores, la Gagée de bohème, la Crucianelle à feuilles étroites, l’Orpin à cinq étamines, le Trèfle de Boccone, l’Orchis singe, la Luzerne rigide et le Buplèvre à tiges fines.

### Faune
Plus de cent espèces d'animaux protégés ont été recensées dans le périmètre de la réserve, en particulier la loutre d'Europe et le crossope aquatique.

### Paléontologie
Des roches riches en fossiles de crinoïdes forment un objet appelé "Champ d'étoiles".

## Intérêt touristique et pédagogique
La fréquentation touristique a été multipliée par trois entre 1995 et 2025, atteignant presque 10000 visiteurs à la fin de cette période

## Administration, plan de gestion, règlement

### Outils et statut juridique
La réserve naturelle a été créée par une délibération du Conseil régional du 17 mars 2025. Le site était un espace naturel sensible (aires protégées sous responsabilité du département) depuis 2013.